# Uomovivo
(Gilbert Keith Chesterton, Uomovivo)
Uomovivo (Manalive,1912), tradotto anche con il titolo Le avventure di un uomo vivo , è un romanzo a carattere filosofico di Gilbert Keith Chesterton ed è incentrato sull'eccentrica figura di Innocent Smith.

## Suddivisione
Il libro è diviso in due parti. La prima L'enigma di Innocent Smith, narra l'arrivo del protagonista a Casa Beacon e i molteplici enigmi che egli causa ai residenti del posto. La seconda Le spiegazioni di Innocent Smith, è una sentenza di tribunale nella quale il protagonista viene messo sotto accusa dallo scienziato, dottor Warner e dall'esperto di criminologia, dottor Pym.

## Trama
Innocent Smith è un uomo fuori dal comune, non parla quasi mai e sembra non saperlo fare, ma è un uomo che compie atti strani, come arrampicarsi su un albero e compiervi movimenti folli oppure entrare in casa dalla finestra piuttosto che dalla porta. Questo suo comportamento ravviva gli animi tristi degli abitanti di casa Beacon, in particolar modo quello di Michael Moon, il quale trova nel nuovo arrivato qualcosa che lo attira e che lo spinge a seguirlo. Questo cambiamento spinge Michael Moon a dichiarare il suo amore alla signora Rosamund ed anche il triste signor Inglewood, trova il coraggio di chiedere alla proprietaria di casa Beacon, Diana Duke, di sposarlo.
L'unico personaggio scettico nei confronti di Smith è il dottor Warner, il quale come scienziato non riesce a capire la ragionevolezza del comportamento di Innocent. In questa felice atmosfera avviene un fatto inaspettato, l'eccentrico Smith spara alcuni colpi con il suo revolver al dottor Warner ma senza ferirlo. A questo punto del romanzo interviene il dottor Pym, il quale come esperto di criminologia, afferma che Innocent Smith è un pericoloso assassino ed è pronto ad arrestarlo.
Michael Moon e Inglewood decidono di difendere Innocent e inizia quindi una specie di udienza di tribunale in cui il dottor Warner e il dottor Pym accusano Smith di numerosi delitti da cui viene scagionato dai due amici. Le imputazioni mosse dai dottori sono molte: omicidio, furto, abbandono della famiglia e poligamia, ma tutte le accuse si rivelano senza fondamento.

## Morale
Il modo in cui l'imputato viene scagionato è particolarmente interessante e le numerose arringhe della difesa, fanno capire l'eccezionalità di quell'Uomo Vivo.
Siccome egli non sente il bisogno di uccidere, ma di riconciliare la gente con la vita, una pistola nelle sue mani diventa strumento di vita. E poiché non sente il bisogno di rubare, Innocent riscopre il valore delle sue cose provando cupidigia per i suoi stessi beni.
Innocent non è quindi un criminale, ma è un uomo che osserva i comandamenti e che vuole trasmettere agli altri la stessa felicità che egli prova. Il suo comportamento rientra quindi nella morale cristiana. Il personaggio di Innocent Smith è la sintesi perfetta del pensiero di Chesterton: egli, infatti, sostiene che l'uomo è più se stesso quando in lui la gioia è fondamentale e per lui il gigantesco segreto del cristiano è proprio questa gioia.